# Масаада

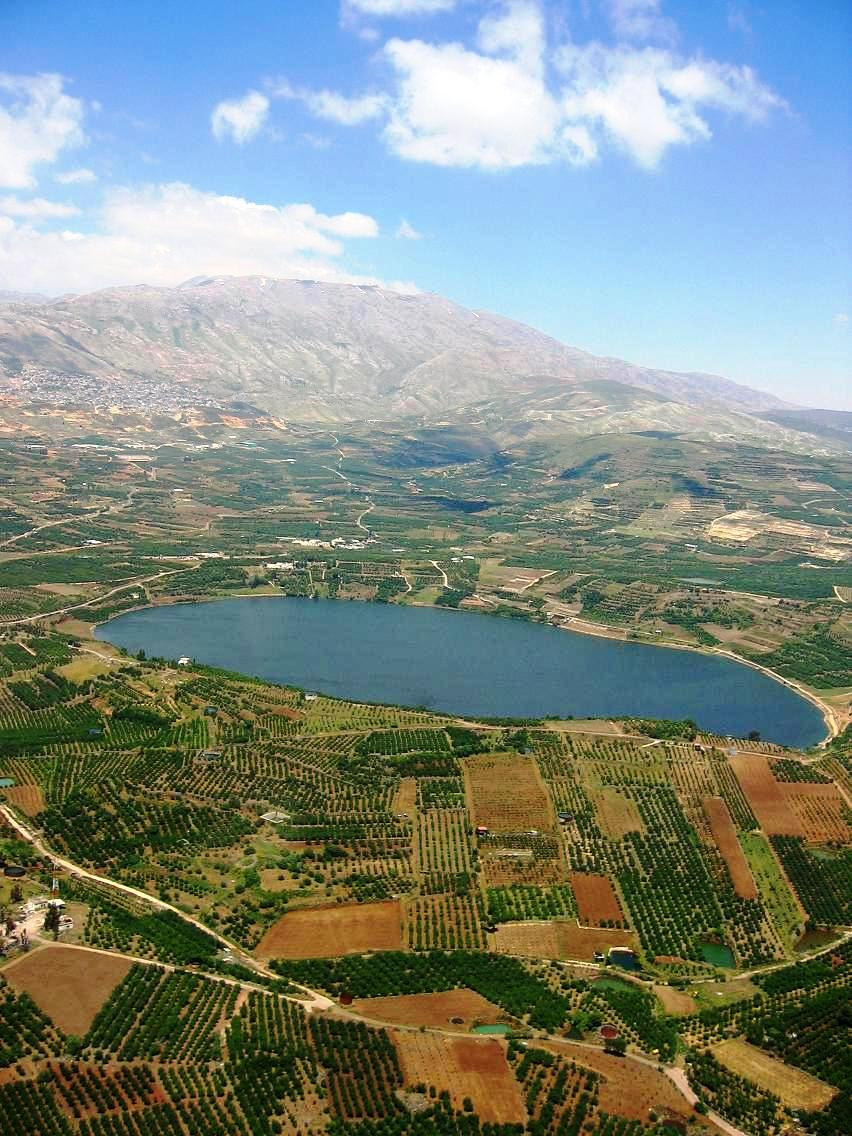
Вид с Масаады на озеро Рам.

Масаа́да (араб. مسعدة‎ — Мас‘ада, ивр. מסעדה‎, местное произношение — Ма́с‘аде) — большая друзская деревня на аннексированной Израилем территории Голанских высот. Масаада получила статус местного совета в 1982 году.

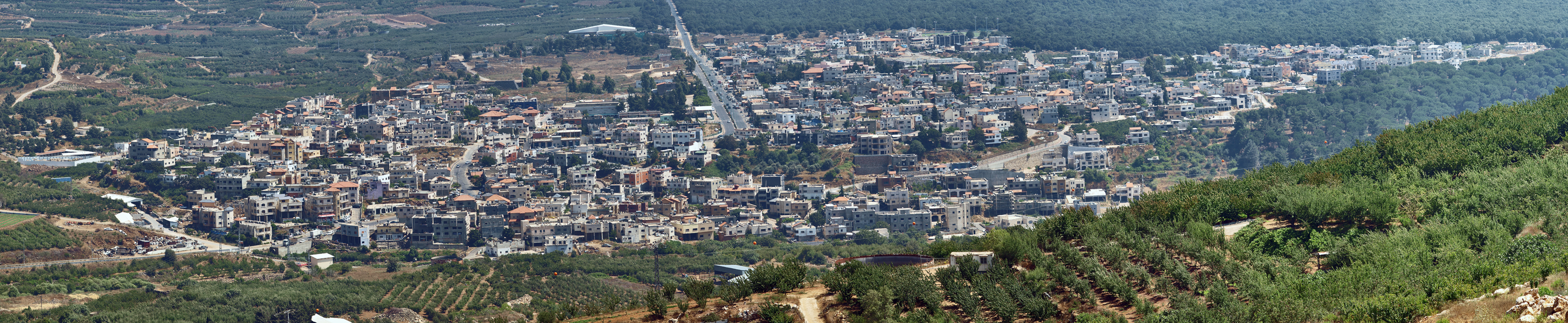
Вид на Масааду от мошава Нимрод

## Население
По данным Центрального статистического бюро Израиля, население на начало 2020 года составляло 3 714 человек.
На каждых 1000 мужчин приходится 941 женщина. Общий прирост населения в Масааде — 2,1 %, а средняя зарплата составляет 2814 шекелей.
Население Масаады по возрастам (данные на 2006 год):
| Возрастная категория | Население в % |
| -------------------- | ------------- |
| 0-4                  | 12,5 %        |
| 5-9                  | 10,8 %        |
| 10-14                | 9,1 %         |
| 15-19                | 8,0 %         |
| 20-29                | 19,0 %        |
| 30-44                | 23,7 %        |
| 45-59                | 10,5 %        |
| свыше 60             | 6,4 %         |

Недалеко от Масаады находятся друзские деревни Мадждаль-Шамс и Эйн-Киния, а также и еврейские мошавы Нимрод и Неве-Атив.
31 марта 2008 года в Масааде произошли крупные беспорядки, связанные с установкой антенн мобильной связи. Около полутора тысяч жителей посёлка прорвались на участок, где были установлены антенны сотовой связи, и подожгли три антенны, полностью уничтожив их.